# 国宴厅

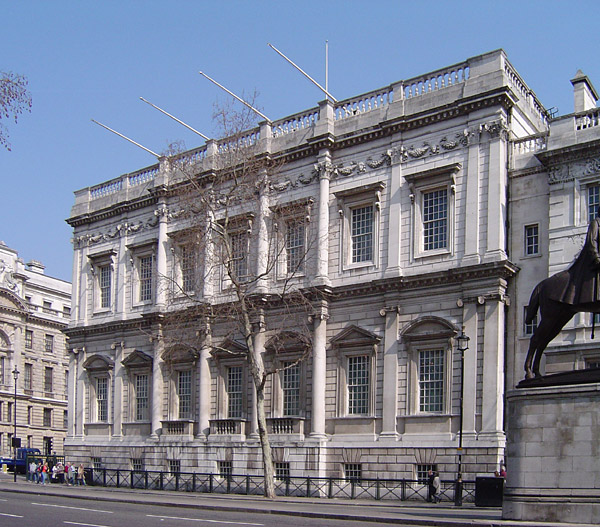
国宴厅, Whitehall.

国宴厅（Banqueting House）是英国伦敦白厅街上的一座建筑，是昔日规模宏大的白厅宫唯一剩下的部分. 国宴厅是英国建筑史上第一座建成的古典主义建筑，始建于1619年，其建筑风格受到了安德烈亚·帕拉弟奥的影响。国宴厅于1622年建成，花费了15,618英镑。27年之后，1649年1月，查理一世在国宴厅前的断头台被处死。
国宴厅在19世纪用波特兰石重新铺装，不过忠实地保留了原来的立面。今天，国宴厅作为国家文物对公众开放，列为一级登录建筑加以保护

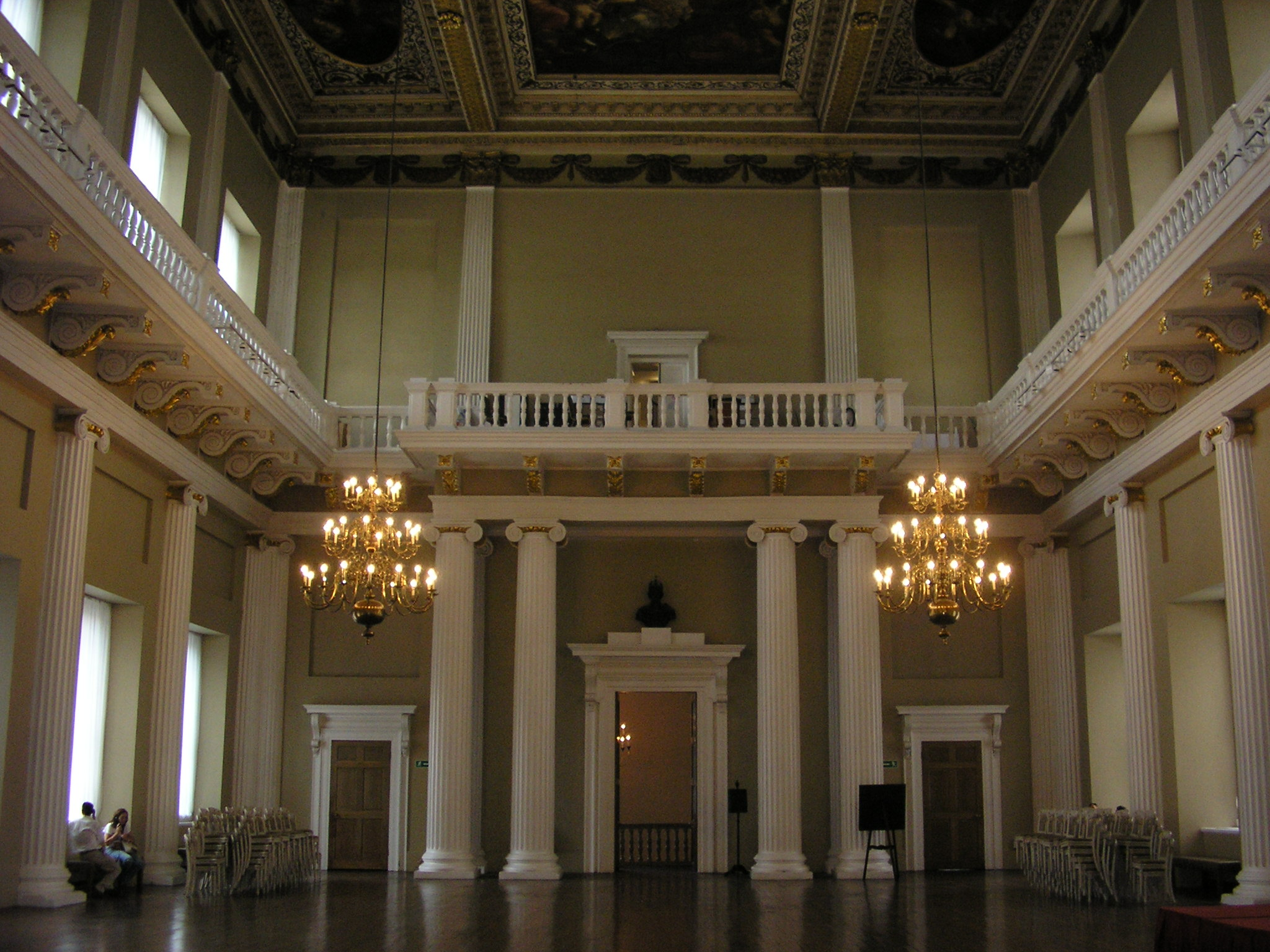
The Banqueting Hall.

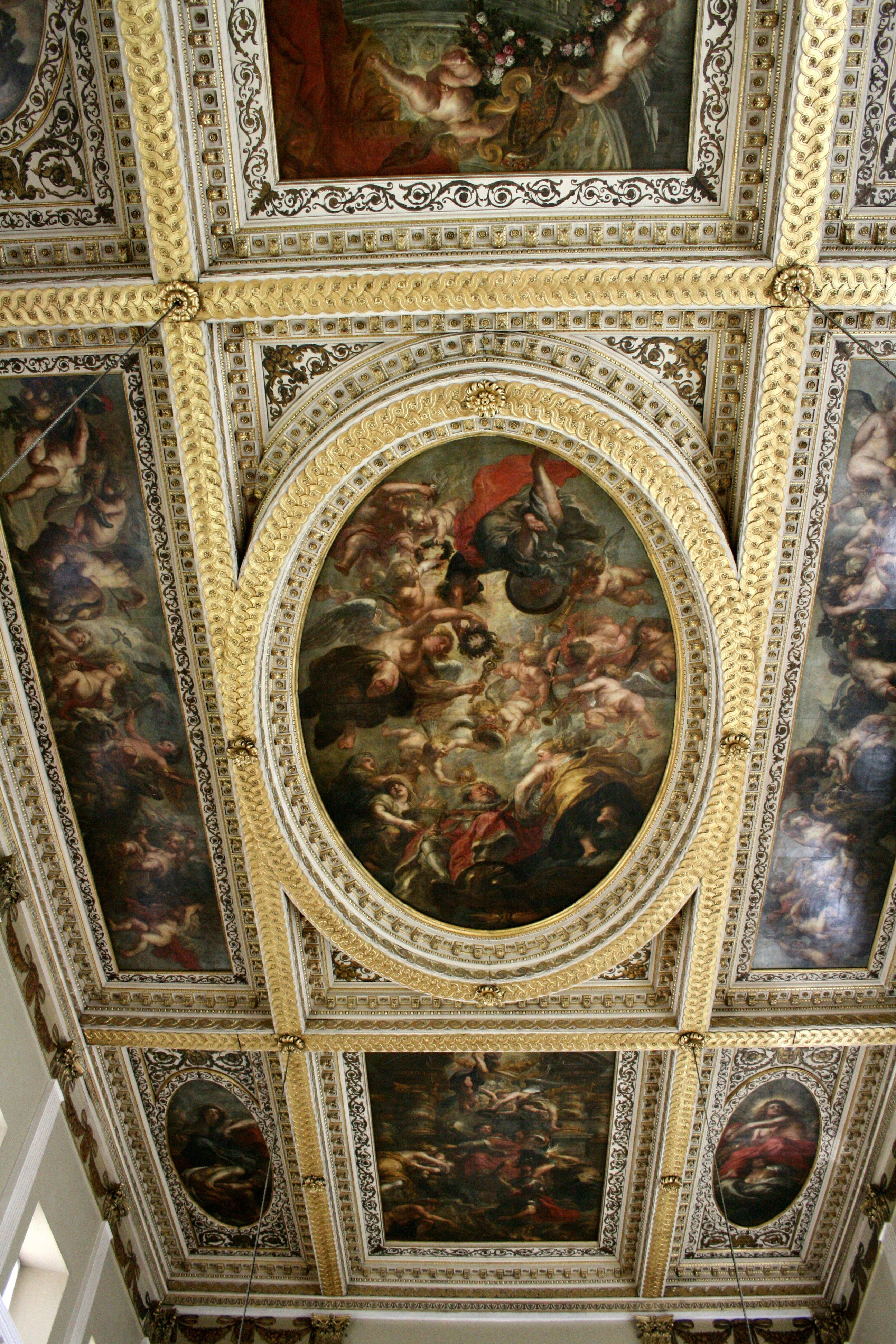
The ceiling by Peter Paul Rubens.

## 脚注
1. ↑  While the Queen's House at Greenwich is often referred to as England's first consciously classical building, its completion was delayed until 1635, some thirteen years after the completion of the Banqueting House. Halliday, p 149
2. ↑  Coppelstone, p 835
3. ↑  William, p 47
4. ↑  , English Heritage,   [2008-02-29], （原始内容存档于2008-12-16）